# Málik Roland
Málik Roland (Miskolc, 1976. január 16. – Santa Marianita, Ecuador, 2011. január 28.) magyar költő.

## Élete
1994-ben a miskolci Földes Ferenc Gimnáziumban érettségizett. 1994-től 1999-ig a Miskolci Egyetem Gazdaságtudományi Karának hallgatója. 1999-ben vezetés-szervezés szakon szerzett közgazdasági diplomát. 2003-tól 2004-ig a Miskolci Egyetem bölcsészkarán magyar–angol szakos hallgató. 2004 és 2008 között recepciósként, illetve úszómesterként dolgozott különböző hotelekben.
Gimnazista kora óta írt verseket, főként a modern, rím nélküli stílust kedveli. Első kötete 2006-ban jelent meg Ördög címmel.
2011. január 28-án, pénteken az ecuadori Santa Marianitában, a Playa Bonitán a Csendes-óceánba fulladt.

## Művei
- Ördög, József Attila Kör, L’Harmattan Kiadó, Budapest, 2006
- Báb (Egybegyűjtött versek) Műút-könyvek, Miskolc, 2012
- A fehér út (Egybegyűjtött próza, Műút-könyvek, Miskolc, 2013